# Partit d'Unitat Proletària
El Partit d'Unitat Proletària (PdUP) fou un partit polític d'extrema esquerra italià fundat el desembre de 1972 amb membres del Nou PSIUP de Vittorio Foa i Silvano Miniati i Alternativa Socialista (Giovanni Russo Spena i Domenico Jervolino). Aleshores comptava amb uns 13.000 afiliats i 6-700 regidors. Intentava aplegar catòlics progressistes i comunistes alternatius al Partit Comunista Italià. El 1974 es va unificar amb el grup Il Manifesto, com a Partit d'Unitat Proletària pel Comunisme, i per tardor s'hi afegí el Moviment Autònom dels Estudiants de Milà de Mario Capanna.
Va celebrar el seu Congrés Constitutiu del 29 de gener a l'1 de febrer de 1976 a Bolonya, mostra tres posicions internes: la majoritària (47,34%), dels antics membres d'Il Manifesto Rossana Rossanda i Lucio Magri (crítics però propers al Partit Comunista Italià), els antics membres del PSIUP (Miniati, Foa i Capana, extrema esquerra, 43,48%), i la tercera de Luigi Pintor (9,18%). És escollit secretari Lucio Magri.
A les eleccions legislatives italianes de 1976 es presenta dins Democràcia Proletària, i d'ells 5 del PdUP (Lucio Magri, Eliseo Milani, Luciana Castellina, Silverio Corvisieri i Mimmo Pinto). Però el gener de 1977 se separaren les dues fraccions del PdUP a causa de l'errada de l'estratègia de govern de l'esquerra: la majoria de Magri i Rosanda, per una banda i Foa i Minati, que transformaren DP en partit polític.
Magri i Rosanda, en el Congrés de Viareggiio de 1978 ajuntaren Avantguardia Operaia d'Aurelio Campi, però el partit naixia dividit pel tema de la ‘’solidaritat nacional'’. En el Congrés de Roma de 1981 confluïren amb el grup Moviment de Treballadors pel Socialisme (MLS) de Luca Cafiero, molt radicat a Milà, grup amb el que es presentaren a les eleccions com a Nuova Sinistra Unita.
A les legislatives de 1983 i a les eleccions europees de 1984 presentaren llista conjunta amb el Partit Comunista Italià. Tanmateix, en el Congrés del PdUP celebrat a Milà es rebutjà la confluència en el PCI per no estar prou madura. Tot i així, el novembre de 1984 Magri, Castellina, Cafiero, Vincenzo Vita i Luciano Pettinari proposaren la convergència dins el PCI, que fou rebutjada per Ivano di Cerbo i Lidia Menapace, qui fundà el Moviment Polític per l'Alternativa (MPA). El 30 de novembre de 1984 el Comitè Central del PCI aprovà la confluència i Magri, Castellina, Cafiero, Vita i Pettinari ingressaren al PCI; Magri fins i tot ingressà en la direcció.
Quan el PCI es transformà en PDS el 1991, bona part d'ells votaren en contra i ingressaren a Rifondazione Comunista. Quan el març del 1995 el PRC va donar suport al govern Dini, un grup d'antics PdUP dirigits per Famiano Crucianelli i Sergio Garavini s'escindiren i crearen el Moviment dels Comunistes Unitaris, que el febrer de 1998 s'acabaria integrant a Demòcrates d'Esquerres.

## Resultats electorals

### Parlament italià
| Any  | Líder              | Vots                       | %                          | Diputats | +/– | Govern   |
| ---- | ------------------ | -------------------------- | -------------------------- | -------- | --- | -------- |
| 1976 | Lucio Magri        | Dins Democràcia Proletària | Dins Democràcia Proletària | 5 / 630  | Nou | Oposició |
| 1979 | Luciana Castellina | 502,247 (9è)               | 1.4                        | 6 / 630  | 1   | Oposició |
| 1983 | Lucio Magri        | Dins del Partit Comunista  | Dins del Partit Comunista  | 1 / 630  | 5   | Oposició |

### Eleccions europees
| Parlament Europeu |                    |                           |                           |        |     |
| Any               | Líder              | Vots                      | %                         | Escons | +/− |
| 1979              | Luciana Castellina | 406,656 (9è)              | 1.2                       | 1 / 81 | Nou |
| 1984              | Lucio Magri        | Dins del Partit Comunista | Dins del Partit Comunista | 0 / 81 | 1   |